# زانکت کاتاراین آندر لامینگ
زانکت کاتاراین آندر لامینگ (به آلمانی: Sankt Katharein an der Laming) یک منطقهٔ مسکونی در اتریش است که در بروک مورتسوچلاگ واقع شده‌است. زانکت کاتاراین آندر لامینگ ۴۳٫۸۸ کیلومتر مربع مساحت دارد ۶۵۱ متر بالاتر از سطح دریا واقع شده‌است.